# The Wishing Seat
The Wishing Seat è un cortometraggio muto del 1913 diretto da Allan Dwan che ha come interpreti J. Warren Kerrigan, Pauline Bush, Jack Richardson, Louise Lester, George Periolat, Charlotte Burton, James Morrison, Jessalyn Van Trump.

## Trama
Note sul film in (EN)  di Moving Picture World  su IMDb

## Produzione
Il film fu prodotto dall'American Film Manufacturing Company come Flying A.

## Distribuzione
Distribuito dalla Mutual Film, il film - un cortometraggio in una bobina - uscì nelle sale cinematografiche statunitensi il 5 giugno 1913.